# 札幌すすきのラーメン館
札幌すすきのラーメン館（さっぽろすすきのラーメンかん）は、かつて北海道札幌市中央区のすすきの地区に存在したフードテーマパーク。2015年6月26日にオープンし、出店店舗の選定はラーメン評論家の大崎裕史が行った。
しかし客足は伸びす、当初の10店舗が2016年2月末には3店舗にまで減少したため、運営会社のトンフーはフードテーマパークをやめて、飲食店全般が入居する「味盛（あじもり）ビル」として、2016年5月27日にリニューアルオープンした。

## 概要
道外の人気ラーメン店を中心に、ラーメン店9店と立ち飲み屋「串屋」1店で構成された。オープン時点では期間限定出店店舗も含めてラーメン店は10店であった。9店（2015年8月現在）のうち、北海道外から出店した8店はいずれも道内初進出。
各階に券売機があるフードコート形式。

### 開業当初の出店店舗
2015年8月時点
- ラァメンセンモン コクミンショクドウ（北海道）
- 宮城県岩沼市 別店 麺組（宮城）
- 山形飛島 亜呉屋 AGOYA（山形）
- 豚骨一燈（東京）
- 支那そば きび（東京）
- 海老そば専門店 築地えび金（東京）
- ラーメン まこと屋 MAKOTOYA（大阪）
- 麺 東大（徳島）
- 博多だるま（福岡）

### 期間限定出店店舗
- 2015年7月　麺屋 菜々兵衛（北海道）[5]

## アクセス
地下鉄
- 地下鉄南北線すすきの駅5番出口より、札幌駅前通を中島公園側に向かって徒歩5分。